# Okręty patrolowe typu Kingston
Okręty patrolowe typu Kingston – typ dwunastu kanadyjskich wielozadaniowych okrętów patrolowych (w oficjalnej klasyfikacji: Maritime Coastal Defence Vessels (MCDV) – okręty ochrony wybrzeża) zbudowanych dla kanadyjskiej marynarki wojennej w latach 90. XX wieku.
Obok wykonywania zadań patrolowych okręty wykorzystywane są do szkolenia żołnierzy rezerwy, wykrywania i niszczenia min morskich, badania dna morskiego oraz do zadań poszukiwawczo-ratunkowych (search and rescue).

## Okręty
- "Kingston" (MM 700)
- "Glace Bay" (MM 701)
- "Nanaimo" (MM 702)
- "Edmonton" (MM 703)
- "Shawinigan" (MM 704)
- "Whitehorse" (MM 705)
- "Yellowknife" (MM 706)
- "Goose Bay" (MM 707)
- "Moncton" (MM 708)
- "Saskatoon" (MM 709)
- "Brandon" (MM 710)
- "Summerside" (MM 711)